# فريدريك فرالي
فريدريك فرالي هو سياسي أمريكي، ولد في 18 مايو 1804 في فيلادلفيا في الولايات المتحدة، وتوفي في 23 سبتمبر 1901. نشط حزبياً في حزب اليمين. وقد انتخب عضو مجلس ولاية بنسيلفانيا ‏.